# Acacia ataxacantha
Acacia ataxacantha é uma espécie de leguminosa do gênero Acacia, pertencente à família Fabaceae.<